# 長榮周作
長榮 周作（ながえ しゅうさく、1950年〈昭和25年〉1月30日 - ）は、日本の実業家、剣道家。パナソニック株式会社特別顧問、公益社団法人大阪府剣道連盟会長、一般財団法人道路交通情報通信システムセンター理事長、小野薬品工業株式会社社外取締役。愛媛県松山市出身。京都府在住。学位は工学士（愛媛大学・1972年）。

## 経歴
松山市立三津浜小学校、松山市立三津浜中学校、愛媛県立松山北高等学校を経て愛媛大学工学部電気工学科を卒業。1972年に松下電工に入社し、商品設計を担当する。1996年に施設照明事業部商品企画開発部部長に就任。2000年にインドネシア松下電工ゴーベル（現・パナソニック ゴーベル インドネシア）社長に就任。2003年に松下電工に戻り、照明デバイス開発事業部事業部長に就任。2005年にSUNX（現・パナソニックデバイスSUNX）代表取締役社長に就任。2007年に松下電工に戻り、常務取締役、専務取締役、代表取締役副社長を経て、2010年に代表取締役社長に就任。2011年にパナソニック専務役員に就任。2012年に代表取締役副社長に就任。2013年に取締役会長に就任。2017年に電子情報技術産業協会会長に就任。2018年に大阪府剣道連盟会長に就任。2021年にパナソニック特別顧問に就任。。

## 人物
趣味はゴルフ、剣道、漫画、ペット（猫・犬）。。
剣道の段位は教士七段であり、エコソリューションズ社剣道部の顧問を務めている。
- インターハイ ベスト16[要出典]
- 中四国学生剣道選手権大会 優勝2回、準優勝1回[要出典]
- 中四国学生剣道優勝大会 準優勝[要出典]
- 全日本学生剣道選手権大会出場[要出典]
- 全日本学生剣道優勝大会出場[要出典]
- 近畿実業団大会 優勝[要出典]
- 全日本実業団大会 3位[要出典]

## 履歴

### 学歴・職歴
- 1962年（昭和37年）3月 - 松山市立三津浜小学校卒業。
- 1965年（昭和40年）3月 - 松山市立三津浜中学校卒業。
- 1968年（昭和43年）3月 - 愛媛県立松山北高等学校卒業。
- 1972年（昭和47年）3月 - 愛媛大学工学部電気工学科卒業。
- 1972年（昭和47年）4月 - 松下電工株式会社入社[5]。
- 1985年（昭和60年）6月 - 松下電工株式会社 ナショップ照明事業部商品企画開発部照明商品技術開発担当主査[6]。
- 1992年（平成4年）6月 - 松下電工株式会社 ナショップ照明事業部商品企画開発部部次長[6]。
- 1996年（平成8年）12月 - 松下電工株式会社 施設照明事業部商品企画開発部部長[6]。
- 2000年（平成12年）8月 - インドネシア松下電工ゴーベル株式会社（現・パナソニック ゴーベル インドネシア株式会社）出向 社長[5]。
- 2003年（平成15年）6月 - 松下電工株式会社 照明デバイス開発事業部事業部長[5]。
- 2004年（平成16年）12月 - 松下電工株式会社経営執行役 照明デバイス開発事業部事業部長[7]。
- 2005年（平成17年）4月 - サンクス株式会社（現・パナソニックデバイスSUNX株式会社）出向 顧問[8]。
- 2005年（平成17年）6月 - サンクス株式会社（現・パナソニックデバイスSUNX株式会社）代表取締役社長[6]。
- 2007年（平成19年）6月 - 松下電工株式会社常務取締役 照明事業本部住宅証明事業部事業部長[5]。
- 2008年（平成20年）4月 - 松下電工株式会社専務取締役 電材マーケティング本部本部長[9][10]。
- 2009年（平成21年）4月 - パナソニック電工株式会社代表取締役専務 東京本社担当兼電材マーケティング本部本部長兼特需営業本部本部長[11]。
- 2010年（平成22年）4月 - パナソニック電工株式会社代表取締役副社長 特命担当[12]。
- 2010年（平成22年）6月 - パナソニック電工株式会社代表取締役社長[12]。
- 2010年（平成22年）11月 - 大阪府 大阪EVアクション協議会委員[13]。
- 2011年（平成23年）4月 - パナソニック株式会社専務役員 ライティング社、パナソニックエコシステムズ株式会社担当[14]。
- 2012年（平成24年）1月 - パナソニック株式会社専務役員 ソリューション担当兼エコソリューションズ社社長[15]。
- 2012年（平成24年）6月 - 一般社団法人日本建材・住宅設備産業協会会長[16]。
- 2012年（平成24年）6月 - パナソニック株式会社代表取締役副社長 ソリューション、エナジーソリューション事業推進本部担当兼エコソリューションズ社社長[17]。
- 2013年（平成25年）2月 - パナソニック株式会社代表取締役副社長 ソリューション担当兼エコソリューションズ社社長[18]。
- 2013年（平成25年）4月 - パナソニック株式会社代表取締役副社長 エコソリューションズ社社長[19]。
- 2013年（平成25年）6月 - 一般社団法人電子情報技術産業協会副会長。[要出典]。
- 2013年（平成25年）6月 - パナソニック株式会社代表取締役会長[20][21]。
- 2013年（平成25年）6月 - 一般財団法人光産業技術振興協会理事長[22]。
- 2014年（平成26年）7月 - 公益財団法人ラグビーワールドカップ2019組織委員会理事[23]。
- 2015年（平成27年）5月 - 一般社団法人太陽光発電協会代表理事[24]。
- 2015年（平成27年）6月 - 一般社団法人電波産業会会長[25]。
- 2015年（平成27年）12月 - 内閣府 クールジャパン官民連携プラットフォーム共同会長[26]。
- 2016年（平成28年）5月 - 一般社団法人電子情報技術産業協会代表理事兼筆頭副会長。[要出典]。
- 2016年（平成28年）6月 - 一般社団法人日本経済団体連合会審議員会副議長[27]。
- 2016年（平成28年）6月 - 公益社団法人大阪府剣道連盟副会長。[要出典]。
- 2016年（平成28年）6月 - パナソニック株式会社取締役会長[28]。
- 2017年（平成29年）5月 - 一般社団法人電子情報技術産業協会代表理事兼会長[29]。
- 2017年（平成29年）7月 - 公益社団法人全国家庭電気製品公正取引協議会会長[30]。
- 2018年（平成30年）5月 - 一般社団法人日本電機工業会副会長[31]。
- 2018年（平成30年）6月 - 一般社団法人電子情報技術産業協会副会長[32]。
- 2018年（平成30年）6月 - 一般社団法人日中経済貿易センター会長[33]。
- 2018年（平成30年）6月 - 一般財団法人道路交通情報通信システムセンター理事長（現任）。[要出典]。
- 2018年（平成30年）6月 - 公益社団法人大阪府剣道連盟会長（現任）[1]。
- 2019年（令和元年）5月 - 一般社団法人日本電機工業会会長[34]。
- 2021年（令和3年）6月 - 小野薬品工業株式会社社外取締役（現任）[35]。
- 2021年（令和3年）6月 - パナソニック株式会社特別顧問（現任）[36]。

## 現職
- パナソニック株式会社特別顧問
- 公益社団法人大阪府剣道連盟会長[37]
- 一般財団法人道路交通情報通信システムセンター理事長[38]
- 一般社団法人日本能率協会理事[39]
- 一般社団法人田辺カントリー倶楽部理事[40]
- 日本広報学会顧問[41]
- 小野薬品工業株式会社社外取締役[42]